# Leonard James Farwell
Leonard James Farwell (Watertown, 5 gennaio 1819 – Grant City, 11 aprile 1889) è stato un politico statunitense. Fu il secondo governatore del Wisconsin dal 1852 al 1854.

## Biografia
Farwell nacque a Watertown, New York; si trasferì poi in Wisconsin nel 1840, prima della sua fondazione. Si stabilì per la prima volta a Milwaukee e si trasferì a Madison nel 1847, dove possedette una grande quantità di proprietà e apportò notevoli miglioramenti alla città.
Eletto Governatore del Wisconsin come membro dei Whig, Farwell prestò servizio come governatore dal 1852 al 1854. Il 12 luglio 1853, in una delle sue azioni più importanti come governatore, firmò una legge che aboliva la pena di morte in Wisconsin sostituendola con l'ergastolo. Ciò rese il Wisconsin il primo stato ad abolire la pena di morte.
Nel 1857, Farwell corse come consigliere a Madison, ma perse con uno stretto margine. Quell'anno, Farwell perse le sue proprietà a causa degli effetti della crisi del panico del 1857. Prestò servizio nell'assemblea statale del Wisconsin nel 1860.
Dal 1863 al 1870, Farwell lavorò a Washington come esaminatore principale presso l'ufficio brevetti degli Stati Uniti. Era presente al Ford's Theatre il giorno in cui il presidente Abraham Lincoln fu assassinato nel 1865, e fu il primo a informare l'allora vicepresidente Andrew Johnson dell'assassinio.
Dopo sette anni trascorsi a Washington, Farwell si trasferì a Chicago e fondò un'agenzia di brevetti ma cadde vittima del grande incendio di Chicago del 1871. Si trasferì poi a Grant City, nel Missouri, dove morì l'11 aprile 1889 all'età di 70 anni. È sepolto nel cimitero di Grant City, a Grant City, nel Missouri. Sposò Frances A. Cross ed ebbe tre figli.